# Altolamprologus
Altolamprologus is een geslacht van cichliden uit het Oost-Afrikaanse Tanganyikameer. De soorten van dit geslacht leven in de rotsachtige kustgebieden van het meer, meestal op een diepte van 2 tot 10 meter. Neolamprologus fasciatus wordt soms ook in dit geslacht geplaatst.
De vissen worden 13 tot 15 centimeter groot, wat gemiddeld is voor een geslacht van Lamprologini. Een specifieke eigenschap voor dit geslacht is een langzame groei: ze groeien maar 1 tot 3 centimeter per jaar. Wat opvalt is hun hoge, smalle lichaamsbouw waaraan ze hun naam danken (altus betekent "hoog" in het Latijn). Ze jagen voornamelijk op grote ongewervelden, kleine visjes, kreeftachtigen en jongen van andere vissen.

## In het aquarium
Altolamprologus calvus is een van de populairste aquariumvissen uit het Tanganyikameer; de nauwe verwanten zijn iets minder populair. Altolamprologi jagen op andere vissen; ook in het aquarium eten ze andere vissen die in hun bek passen op. Een Altolamprologus plaatsen in een aquarium waarin men het jongbroed van andere vissen wil behouden, is geen goede keus.

## Soorten
- Altolamprologus calvus (Poll, 1978)
- Altolamprologus compressiceps (Boulenger, 1898)

soms wordt ook Neolamprologus fasciatus (Boulenger, 1898) tot het geslacht gerekend.